# Rite émulation

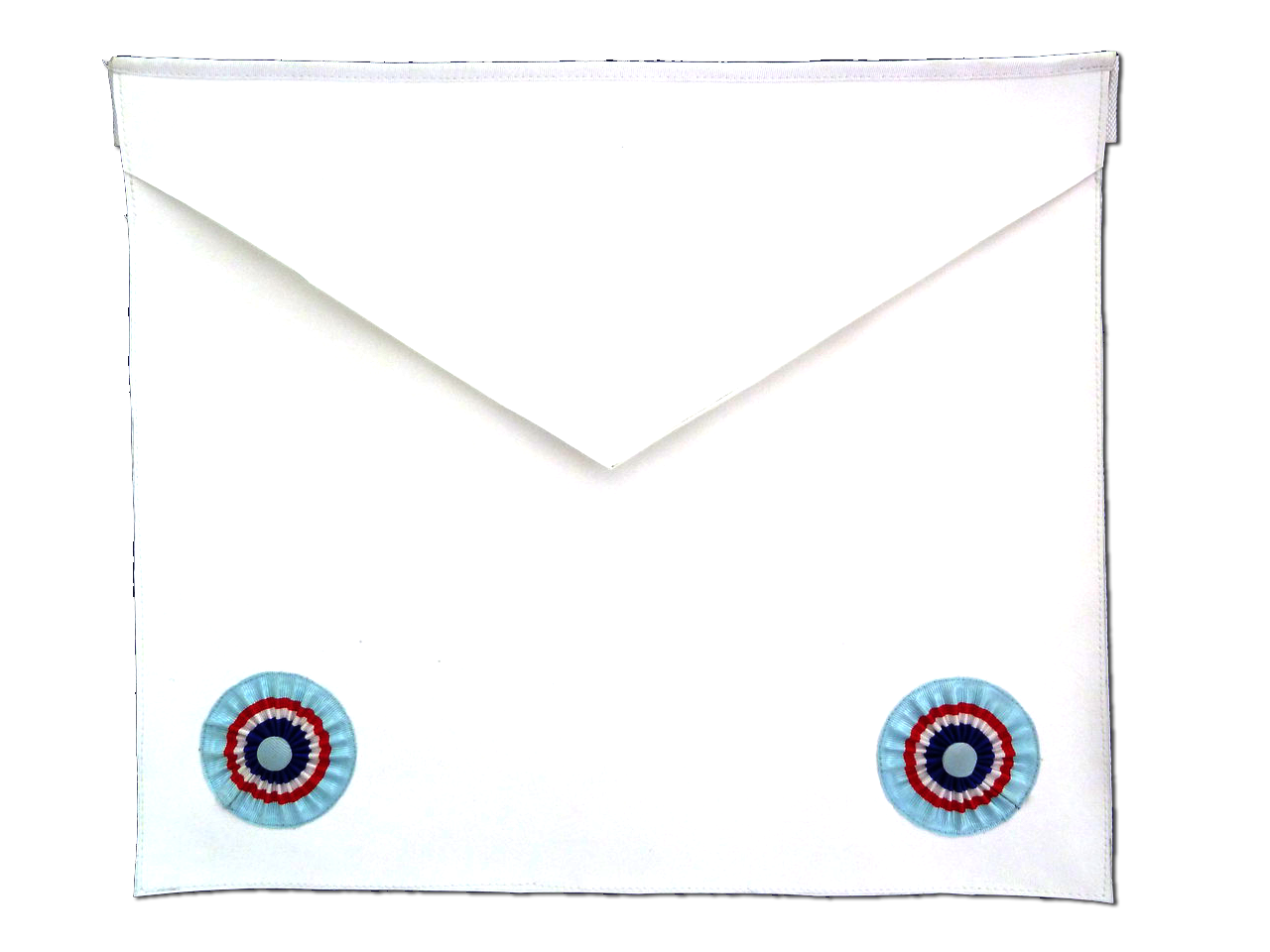
Tablier Français de Compagnon au rite Emulation, à la GLNF

Le Rite émulation ou Rite anglais de style émulation ou Rite d'union est un rite maçonnique constitué par la Grande Loge unie d'Angleterre en 1813-1816. Le rite apparaît à l'époque comme une réponse à la querelle des « Anciens » et des « Modernes ». Le rite anglais est codifié puis enseigné à partir de 1817 par des loges d'instruction telle que la « Emulation Lodge of Improvement », qui donnera son nom au rituel. Fixé dans le premier quart du XIXe siècle, il arrive un siècle plus tard en France. Il se maintient sans changement majeurs jusqu’à nos jours. Son immuabilité lui permet de rester le rite de référence de la Grande Loge unie d'Angleterre mais aussi celui de plusieurs milliers de loges, principalement au Royaume-Uni et dans les anciennes colonies britanniques. Le Rite émulation est également pratiqué par diverses obédiences maçonniques françaises.

## Histoire
L'histoire du rite est profondément inscrite dans celle de la maçonnerie anglaise. Ce rite, qui a été le symbole de la réconciliation des « Anciens » et des « Modernes ». En 1717, la première grande loge dite des « Moderns » a commencé à rassembler ce qui constituait l’essence du rite pratiqué jusqu’alors. À partir de 1752, les « Antients » contribuent à leur tour au travail des « Moderns » en apportant de substantielles modifications. Les deux courants, « Antients » et « Moderns » se rassemblent alors par l'acte d'union en 1813, constituant ainsi la Grande Loge unie d'Angleterre. 
En 1823, un des fruits de cette union a été la création de loges d’instructions exclusivement réservée aux maîtres « Emulation Lodge of Improvement », qui a donné son nom au rite, créé dans version originale en anglais la même année. La mission de ces loges était de pratiquer le rituel dans sa plus grande rigueur afin de former les maîtres des autres loges qui devaient à leur tour l'enseigner aux autres frères.

## Particularités du rite
Le Rite émulation est un rite maçonnique d'oralité dont les particularités sont de graviter autour des références universelles du métier, d’exclure toute idée de discours qui valoriserait certains « frères », et de pratiquer les cérémonies intégralement par cœur.

## Le rite émulation dans le monde
Ce rite est pratiqué principalement par la Grande Loge unie d'Angleterre. Il est également utilisé de manière plus minoritaire, dans de nombreux autres pays.
Arrivé en France avec les soldats alliés durant la grande guerre, il y est pratiqué principalement par la Grande Loge nationale française (GLNF), la Grande Loge traditionnelle et symbolique Opéra (GLTSO) et la Loge nationale française (LNF).
En Suisse, il est pratiqué par plusieurs loges de la Grande Loge suisse Alpina[réf. souhaitée].

## Grades
Comme d'autres rites, le Rite émulation comporte trois grades au niveau des loges bleues :
- 1er grade : apprenti
- 2e grade : compagnon
- 3e grade : maître

Il n'y a en revanche pas de « hauts grades » dans le Rite émulation.  
En Angleterre, dans les pays du Commonwealth en général, les francs-maçons peuvent accéder au chapitre de l'Ordre suprême de la Sainte Arche royale qui leur transmet le degré de « maçon de l’arc royal ».
En France les francs-maçons travaillant au rite émulation se tournent vers un atelier d'une Grande Loge des maîtres maçons de marque, puis vers les chapitres de l'Arche royale qui sont vus comme « le parfait et harmonieux complément » du Rite émulation.